# Мајски облаци
Мајски облаци (тур. Mayıs Sıkıntısı) је турски филм из 1999. у режији Нурија Билгеа Џејлана.

## Глумачка подела
- Емин Џејлан
- Музафер Оздемир
- Фатма Џејлан
- Емин Топрак
- Мухамед Зимбаоглу
- Садик Инцесу

## Пријем
Облаци маја имају оцену 75/100 на порталу Метакритик. Критичар А. О. Скот из Њујорк тајмса је тврдио да „већи део трајања филма делује дифузно и анегдотично, али у ретроспективи цените суптилност и тежину приче, као и лукаву дубину приступа господина Џејлана [...] део магије филма лежи у способности господина Џејлана да вам јасно стави свет пред очи и позове вас да размислите о његовим свакодневним мистеријама”. У Варајетију, Дејвид Стратон је изјавио да се други део филма развија до потцењеног, али дирљивог и изузетно задовољавајућег врхунца. Рецензент је описао Џејлана као редитеља који има „лукав смисао за хумор и дубоку емоционалну везу са својим ликовима“.